# Atemptat de Berlín de desembre de 2016
L'atemptat de Berlín de desembre de 2016 va tenir lloc el 19 de desembre de 2016, al voltant de les 20.00 (hora local), quan un camió va envestir un mercat de Nadal a Breitscheidplatz a Berlín, a Alemanya, i va matar 12 persones i en va ferir 48 més. Estat Islàmic va reivindicar l'acció a través de l'agència de notícies Amaq. Tanmateix, el grup no va aportar proves que l'hagués dirigit.

## L'atemptat
El camioner polonès Łukasz Urban, qui es trobava a Berlín per a transportar-hi una càrrega d'acer es veié implicat en contra de la seva voluntat en l'atac quan Anis Amri segrestà l'Scania d'Urban, i segons els investigadors forcejà amb Amri fins a l'últim moment per a recuperar el control del vehicle i evitar l'atemptat o minimitzar-ne el nombre de víctimes. El conductor polonès fou trobat mort amb ferides de bala i arma blanca a l'interior del camió després de l'atemptat. Tot i que en un primer moment es cregué que Urban ja era mort en el moment de l'atemptat, els resultats de l'autòpsia indicaren el contrari.
El camió articulat de color negre, que tenia les plaques de matrícula de Polònia, era propietat de l'empresa de repartiment polonesa Usługi Transportowe Ariel Żurawski, amb base a Gdańsk. Va recórrer 50-80 metres, es va enfilar a la vorera i va destrossar les parades. La policia local va dir que el vehicle venia des de la Budapester Strasse i que va arribar davant de l'Església Memorial Kaiser Wilhelm. El conductor va fugir cap al Jardí Zoològic de Berlín.
El propietari del camió, entrevistat per la televisió polonesa, va dir que el conductor titular era un cosí seu anomenat Łukasz Urban, no pas un fanàtic o un boig. La companyia havia contactat amb el conductor entre les 15.00 i les 16.00, quan el conductor va informar que havia arribat massa tard a la companyia de destinació a Berlín i havia de passar la nit a la capital alemanya per descarregar el camió l'endemà al matí. No obstant això, quan el camió va envestir la multitud, no el conduïa ni el pilot ni el copilot.

## Conseqüències
El mateix vespre, la policia va detenir un home considerat en aquell moment sospitós de ser el conductor del camió. Més tard, diverses fonts policials van suggerir que potser s'havien equivocat de persona, ja que el detingut no tenia restes d'haver fet servir una arma de foc ni senyals de lluita. Així, es considerava que l'atacant encara podia estar en llibertat. Peter Frank, fiscal general alemany, va dir que s'havien d'acostumar a la idea que el pres podia no ser la persona que havia perpetrat l'atemptat ni formar part del seu grup. El detingut va negar qualsevol implicació en l'atemptat. El diari Die Welt va publicar que el detingut era un home de 23 anys d'origen pakistanès que havia arribat a Alemanya el 16 de febrer de 2016 per buscar asil.
L'autor dels fets va ser abatut a Milà el 23 de desembre, al cap de quatre dies de l'atemptat. La policia va dir que un segon ocupant del camió va morir al lloc dels fets.
Pocs dies després s'engegà una campanya per a atorgar pòstumament a Łukasz Urban l'Orde al Mèrit de la República de Polònia. Una recollida de fons en suport de la seva família reuní 168.958 £ en dos dies.